# マックス・ペヒシュタイン

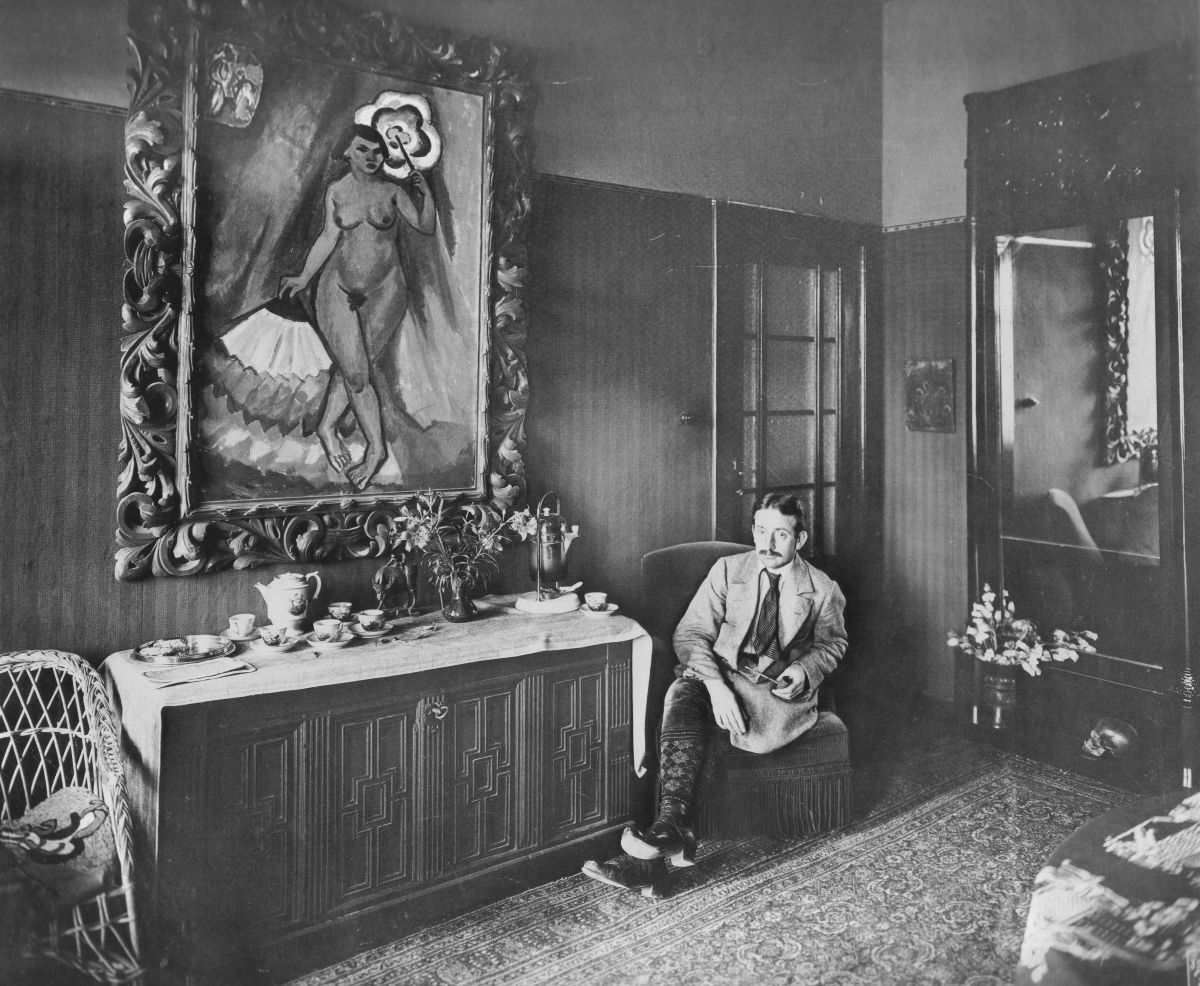
1915年のベルリンの自宅で

マックス・ペヒシュタイン（Hermann Max Pechstein, 1881年12月31日 - 1955年6月29日）はドイツの画家である。ドイツ表現主義のグループ「ブリュッケ」の主要なメンバーであった。

## 略歴
ザクセンのツヴィッカウで生まれた。父親は繊維工場の職人であった。1896年からツヴィッカウの装飾画家の見習いをした後、1900年から実業学校で学び、1903年から1906年の間、ドレスデンの美術学校で、表現主義、アール・デコの画家、オットー・グスマンに学んだ。エルンスト・ルートヴィヒ・キルヒナーやエーリッヒ・ヘッケルに出会い、1906年に「ブリュッケ」に加わった。ブリュッケのメンバーは建築などを学んだメンバーが主で、絵画の教育をうけていたのはペヒシュタインだけであった。1907年にザクセン州の賞を受けて、イタリアを旅し、その後、パリも訪れた。
1908年にベルリン分離派のメンバーとなるが、1910年に分離派から分裂した「新分離派」を結成し、会長となった。1911年末に会長の再選に失敗し「ブリュッケ」のメンバーは「新分離派」からも離れ、グループ展だけに参加することになった。1912年にペヒシュタインは「分離派」の展覧会に出展したため、「ブリュッケ」から除名された。第一次世界大戦までは、バルト海沿岸や南太平洋でも絵を描いた。
1923年にベルリンのプロイセン芸術アカデミーの会員に選ばれ、教授に任じられた。ナチスの台頭によって1933年にペヒシュタインの作品は「退廃芸術」に指定され、美術アカデミーの教授の座も追われた。1937年に美術アカデミーの会員からも除名され、作品は没収された。第二次世界大戦で多くの作品は失われた。1945年のナチス崩壊後、ソビエト軍のために働き、芸術アカデミーの教授職に復職した。